# 长柄胡椒
长柄胡椒（学名：Piper sylvaticum）是胡椒科胡椒属的植物。分布在孟加拉、缅甸、印度以及中国大陆的云南等地，生长于海拔600米至800米的地区，常生长在林中湿润处，目前尚未由人工引种栽培。